# Freedom (Maine)
Freedom és una població dels Estats Units a l'estat de Maine (EUA). Segons el cens del 2000 tenia 645 habitants.

## Demografia
Segons el cens del 2000, Freedom tenia 645 habitants, 259 habitatges, i 182 famílies. La densitat de població era d'11,6 habitants/km².
Dels 259 habitatges en un 30,9% hi vivien nens de menys de 18 anys, en un 57,1% hi vivien parelles casades, en un 7,3% dones solteres, i en un 29,7% no eren unitats familiars. En el 22% dels habitatges hi vivien persones soles el 7,3% de les quals corresponia a persones de 65 anys o més que vivien soles. El nombre mitjà de persones vivint en cada habitatge era de 2,49 i el nombre mitjà de persones que vivien en cada família era de 2,84.
Per edats la població es repartia de la següent manera: un 24,8% tenia menys de 18 anys, un 5,9% entre 18 i 24, un 26,7% entre 25 i 44, un 30,9% de 45 a 60 i un 11,8% 65 anys o més.
L'edat mediana era de 42 anys. Per cada 100 dones de 18 o més anys hi havia 106,4 homes.
La renda mediana per habitatge era de 33.125 $ i la renda mediana per família de 35.750 $. Els homes tenien una renda mediana de 33.750 $ mentre que les dones 24.688 $. La renda per capita de la població era de 15.492 $. Entorn de l'11,6% de les famílies i el 15,4% de la població estaven per davall del llindar de pobresa.